# Onde (film 1982)
Onde è un film del 1982, diretto da Annette Apon. È stato presentato al Festival di Berlino del 1982 fra le proiezioni speciali, e al primo Festival internazionale Cinema giovani.

## Distribuzione
Il film è stato distribuito nei Paesi Bassi il 28 gennaio 1982 e il 15 novembre 1984 in Finlandia col titolo Aallot.

## Accoglienza
Sull'Internet Movie Database ha un punteggio di 6.4/10.